# Louka (Jemnice)
Louka je vesnice, místní část města Jemnice. Rozkládá se při západních hranicích okresu Třebíč asi 28 km na jihozápad od Třebíče a asi 3 km severozápadně od Jemnice. První písemná zmínka o ní pochází z roku 1360. Ve vesnici žije 76 obyvatel.

## Geografická charakteristika
Katastrální území Louky o ploše 4,7 km² se skládá ze dvou odlišných částí: ze západní části s územím obce a s převahou zemědělské půdy a z východní kopcovité a zalesněné části mezi Želetavkou přitékající od Chotěbudic a lesním potokem Koberou přitékajícím od Budkova a vytvářejícím východní hranice katastrálního území. Nadmořská výška této kopcovité části dosahuje až 500 m, kopec Schořina pak 526 m n. m. Obě tyto rozdílné části území Louky se spojují v úzkém krčku při silničním (silnice č. II/410) mostu přes Budíškovický potok těsně u jeho soutoku s Želetavkou. Nadmořská výška vesnice samé se pohybuje v rozmezí 460–475 m n. m.
Se silnicí č. II/410 je Louka spojena krátkou silnicí č. III/41014, která v obci končí. Křižovatka těchto silnic je v blízkosti pohřební kaple Pallavicinů.
Na západě Louka sousedí s Třeběticemi, na severu s Budíškovicemi a Chotěbudicemi. Jinak k Louce přiléhá území Jemnice.

## Historie
V okolí Louky byl mimo jiné nalezen diskový paleolitický artefakt z rohovce. Objeveny byly i kosti mamuta.
Louka se poprvé připomíná roku 1349. Roku 1360 je doložen zdejší hrad nazývaný Hradiště, jako zbořený uváděný roku 1446. Název vesnice Louka naznačuje absenci lesa: travnaté místo v lese nebo na jeho kraji. Loucká škola byla zrušena roku 1977.
Územněsprávně byla Louka v letech 1869–1890 vedena jako obec v okrese dačickém, v letech 1900–1930 jako obec v okrese moravskobudějovickém, v roce 1950 opět jako obec v okrese dačickém. Roku 1960 byla jako obec zařazena do rozšířeného okresu Třebíč. Od roku 1980 je částí Jemnice.
Obec byla elektrifikována roku 1933 Západomoravskými elektrárnami.
| Rok            | 1869 | 1880 | 1890 | 1900 | 1910 | 1921 | 1930 | 1950 | 1961 | 1970 | 1980 | 1991 | 2001 |
| -------------- | ---- | ---- | ---- | ---- | ---- | ---- | ---- | ---- | ---- | ---- | ---- | ---- | ---- |
| Počet obyvatel | 177  | 161  | 176  | 186  | 199  | 180  | 183  | 147  | 149  | 159  | 131  | 109  | 107  |

## Pamětihodnosti
- kaple sv. Františka z Assisi na návsi

## Osobnosti
- Stanislav Komenda (1936–2009), matematik